# Drosophila buzzatii
Drosophila buzzatii är en tvåvingeart som beskrevs av Patterson och Wheeler 1942. Drosophila buzzatii ingår i släktet Drosophila och familjen daggflugor.
Arten har hittats i Sydamerika, Centraleuropa, Libanon och Australien.